# Jean-Toussaint Merle
Jean-Toussaint Merle, né le 10 juin 1785 à Montpellier et mort le 27 février 1852 à Paris 8e, est un dramaturge et journaliste français.

## Biographie
Adopté par une tante, Merle a fait de bonnes études à l’école centrale de l’Hérault, avant d’accompagner à Paris son oncle Jean Albisson, lors de sa nomination au Tribunat, en 1803. d’abord placé dans les bureaux du ministère de l’Intérieur, alors âgé de 18 ans, il est appelé par la conscription, et entre dans les grenadiers-vélites de la Garde impériale, et parvient, peu de temps après, à obtenir son congé.
Après un très court voyage en Espagne, comme employé dans un des corps de l’armée française, en 1808, il se livre, à son retour à Paris, exclusivement aux lettres, surtout à la dramaturgie, qui répondait à ses gouts et à la nature de son esprit. Son caractère aimable et son esprit facile lui firent une réputation d’indolence qui semble peu d’accord avec l’activité de sa vie littéraire. Il a mis son nom à plus de cent vingt pièces de théâtre, presque toutes écrites en collaboration, notamment avec Mélesville, Brazier et Eugène Scribe. Il a débuté, comme auteur, au Vaudeville, par le Retour au comptoir, avec Georges Duval et Vieillard. Le Petit Almanach des grands hommes, qu’il donne ensuite avec Rougemont, est si mordant et si incisif, que, sur les réclamations qui lui ont été adressées, la police impériale l’a interdite à la troisième représentation.
Passé du Vaudeville au Variétés, il en a été, sous l’Empire, l’un des plus spirituels et des plus actifs fournisseurs de pièces fines, mordantes, gaies écrites en collaboration avec Ourry, Rougemont, Brazier, Dumersan. Il a également fait jouer des pièces à l’Odéon.
Il a fait représenter, aux théâtres du Vaudeville, des Variétés|Variétés et des boulevards, beaucoup de pièces, dont quelques unes ont eu du succès. Directeur de la Gaîté, puis du théâtre de la Porte-Saint-Martin de 1822 à 1826, mal préparé par son tempérament épicurien à ce poste, il a dû, par suite d’un traité avec un usurier, à qui il avait cédé pour 6 000 francs tous les droits d’auteur et sa part sur le privilège, à la création de la Porte-Saint-Martin, aller devant la justice pour obtenir l’annulation de cette cession usuraire. Il a également brièvement dirigé l’Opéra-Comique, alors situé salle Ventadour, à la sollicitation de Boursault-Malherbe l’a appelé, après les événements de 1830.
Cette activité ne suffisant pas à tempérer son dynamisme, il a été tour à tour attaché à divers journaux. Il a écrit de nombreux articles dans le Mercure de France, en 1808 et en 1809, les feuilletons de « l’Ermite de la Chaussée d’Antin » paraissant tous les samedis dans la la Gazette de France, dont ils ont fait la fortune, le Diable boiteux, etc. Ses feuilletons ont eu un succès prodigieux, qui n’a pas faibli lorsqu’ils ont été recueillis en volumes. Leur retentissement et leur durée ont été tels, qu’en 1816, Eugène Scribe, dans le Combat des Montagnes, un des plus sarcastiques vaudevilles de l’époque, a personnifié l’« Ermite de la Chaussée d’Antin ».
En 1829, le comte de Bourmont l’ayant engagé comme secrétaire particulier, à son accession au ministère de la Guerre, l’a emmené avec lui à la conquête de l’Algérie. Lorsque Bourmont, considéré comme démissionnaire pour avoir refusé de prêter serment à Louis-Philippe, après la révolution de Juillet, s’est joindre à l'exil de Charles X, il est revenu en France. Rentré à la la Quotidienne, journal royaliste où il rendait compte précédemment des petits théâtres, les grands étant couverts par Mély-Janin. Cette fois, Mély-Janin mort, il s’est occupé de tous les théâtres, et n’a cessé de rédiger ces feuilletons qu’au jour où la maladie est venue interrompre sa carrière. il a été, en dernier lieu, à la Quotidienne, en qualité de rédacteur pour la littérature.
Converti au légitimisme par le partisan inconditionnel de la royauté, Alphonse Martainville, rédacteur du Journal de Paris, de la Quotidienne, de la Gazette de France, et fondateur du Drapeau blanc, il était initialement positionné dans l’opposition libérale. Au commencement de la Première Restauration, il faisait partie de la rédaction du le Nain jaune. Pendant les Cent-Jours, cependant, il a attaqué les fédérations, les thèses de Méhée de La Touche, qui l’a dénoncé à plusieurs reprises dans le Patriote de Brissot, et défendu la maison militaire du roi, bannie par décret de Paris. Il a ensuite livré, après 1830, de rudes combats au pouvoir qui a succédé à la royauté, qu’il avait aimée et servie avec fidélité et désintéressement, dans La Mode, hebdomadaire qui a pris une tournure politique très marquée après 1831, en s’attaquant à Louis-Philippe.
Comme éditeur scientifique, il a publié une nouvelle édition de la Grammaire espagnole de Port-Royal, avec des notes, et un traité d’orthographe espagnole ; un extrait des Mémoires de Bachaumont, et un choix du Mercure de France.
Il repose au cimetière du Montparnasse au côté de Marie Dorval , la célèbre actrice qu’il avait épousée, le 17 octobre 1829.

## Jugements
« La critique de M. Merle était sérieuse, incisive, mais il n’y avait jamais ni acrimonie, ni fiel. Il parlait avec autorité, et toujours avec modération. Il égratignait, il ne déchirait pas, et, chose extraordinaire, dans une carrière où l’on est exposé à chaque instant à froisser tant d’amours propres, M. Merle ne s’est jamais fait un ennemi. Son érudition était vaste et profonde, et il n’en faisait pas parade ; il relevait avec douceurs les erreurs historiques dans lesquelles les auteurs tombent involontairement, ou par ignorance. Sa conversation était aussi spirituelle qu’intéressante ; il excellait dans l’art de raconter, et apprenait toujours quelque chose de nouveau à ses auditeurs, attentifs. […] Homme d’honneur et de bien, littérateur distingué, il a éparpillé dans les journaux plus de talent et plus d’esprit qu’il n’en faudrait pour fonder dix réputations. »

— Théodore Anne

## Œuvre

### Théâtre
- Monsieur Giraffe, ou la Mort de l'ours blanc, vaudeville en 1 acte, avec Auguste-Mario Coster, René de Chazet, Marc-Antoine-Madeleine Désaugiers, Georges Duval, Francis d'Allarde, Charles-François-Jean-Baptiste Moreau de Commagny, André-Antoine Ravrio et Joseph Servières, théâtre des Variétés, 27 décembre 1806.
- Monsieur Grégoire ou Courte et Bonne, vaudeville en un acte, 1810.
- Le Ci-devant jeune homme, comédie en un acte, 1812.
- La Jeunesse de Henri IV, ou la Chaumière béarnaise, comédie en un acte, 1814.
- Les Deux Vaudevilles, ou la Gaieté et le Sentiment, 1816.
- L'Heureuse Moisson, ou le Spéculateur en défaut avec Carmouche et Frédéric de Courcy, vaudeville en 1 acte mêlée de couplets, théâtre de la Porte-Saint-Martin, septembre 1817.
- Le Bourgmestre de Saardam, ou les Deux Pierre, comédie héroïque en 3 actes à grand spectacle, en collaboration avec Mélesville et Eugène Cantiran de Boirie, théâtre de la Porte-Saint-Martin, 2 juin 1818.
- Le Banc de sable, ou les Naufragés français avec Frédéric Dupetit-Méré, Eugène Cantiran de Boirie, mélodrame en 3 actes en prose, théâtre de la Porte-Saint-Martin, 14 avril 1819.
- La Cloyère d'huitres, ou les Deux Briquebec avec Carmouche et Frédéric de Courcy, comédie-vaudeville en 1 acte, théâtre de la Porte-Saint-Martin, 25 janvier 1820.
- Marie Stuart, drame en trois actes, imité de Schiller, 1820.
- Le Lépreux de la vallée d’Aoste, mélodrame en 3 actes avec Hyacinthe Decomberousse, Théodore Baudouin d'Aubigny, théâtre de la Porte-Saint-Martin, 13 août 1822.
- La Carte à payer, vaudeville en un acte, 1822.
- La Lampe merveilleuse, féerie burlesque en deux actes, 1822.
- Les Invalides ou Cent ans de gloire, tableau militaire en 2 actes avec Boirie, Henri Simon et Ferdinand Laloue pour célébrer le retour de S.A.R. Mgr le duc d’Angoulême, musique Alexandre Piccinni, théâtre de la Porte-Saint-Martin, 15 décembre 1823.
- Ourika ou l'Orpheline africaine, mélodrame en 1 acte et en prose avec Frédéric de Courcy, musique Charles-Guillaume Alexandre, théâtre de la Porte-Saint-Martin, 3 avril 1824.
- L'Agent de change ou Une fin de mois, drame en 3 actes imité de Beaumarchais, avec Théodore Baudouin d'Aubigny et Maurice Alhoy, théâtre de la Porte-Saint-Martin, 1825.
- Le Vieillard d'Ivry, ou 1590 et 1825, vaudeville en 2 tableaux avec Marc-Antoine-Madeleine Désaugiers et Ferdinand Laloue, ballet Jean Coralli, à l’occasion du sacre de Charles X, théâtre de la Porte-Saint-Martin, 7 juin 1825.
- Le Monstre et le Magicien, mélodrame en trois actes composé pour le mime anglais Cook, 1826.
- Préville et Taconnet, vaudeville, etc.

### Autres
- L'Espion anglais, ou Correspondance entre deux milords sur les mœurs publiques et privées des Français, Paris, Léopold Collin, 1809, 2 vol. in-8º.
- Lettre à un compositeur français sur l’état actuel de l’Opéra, Paris, Barba, 1827, in-8º, 44 p..
- De l'opéra, Paris, Baudouin, 1827, in-8º, 52 p.
- Du marasme dramatique en 1829, 1829, in-8º.
- Anecdotes historiques et politiques pour servir à l’histoire de la conquête d’Alger, 1831, in-8º.
- Esprit du Mercure de France depuis son origine (1672) jusqu’en 1792, Paris, 1811, 3 vol . in-8º.

### Éditions scientifiques
- Mémoires historiques, littéraires et critiques de Bachaumont, de 1762 à 1786, Paris, 1808, 3 vol. in-8º.
- Grammaire espagnole de Port-Royal, avec des notes, et un traité d’orthographe espagnole, 1808, 3 vol. in-8º.